# Annette et la Dame blonde
Pour plus de détails, voir Fiche technique et Distribution.
Annette et la Dame blonde est un film français réalisé par Jean Dréville, tourné en 1941 et sorti en 1942, d'après la nouvelle de Georges Simenon parue dans le recueil La Rue aux trois poussins.

## Synopsis
Annette, jeune fille de 17 ans, est folle amoureuse d'un avocat quadragénaire, Maurice Ousard. Malheureusement, celui-ci est fiancé à une riche américaine. Annette va tout faire pour le conquérir jusqu'au jour où ses parents lui présentent un jeune homme, Bernard. Annette s'introduit et saccage la chambre d'hôtel de l'Américaine. Alors qu'elle s'en vante auprès de ses amies, journal, radio et police la recherchent. Auprès de Bernard, elle fait passer l'avocat, Maurice, pour un homme méchant et brutal. Finalement, Annette se rend à la police, ce qui s'avère catastrophique pour la réputation de ses parents qui perdent leurs clients. Après force péripéties, elle oblige l'avocat, Maurice, à l'épouser, puis se ravise au dernier moment pour Bernard.

## Fiche technique
- Titre : Annette et la Dame blonde
- Réalisation : Jean Dréville
- Assistant réalisateur : André Cayatte
- Scénario : Henri Decoin et Michel Duran, d'après une nouvelle de Georges Simenon
- Dialogues : Michel Duran
- Musique : René Sylviano
- Directeur de la photographie : Robert Lefebvre
- Décors : Wladimir Meingard et Robert Hubert
- Montage : Charlotte Guibert
- Son : Robert Bugnon
- Système d'enregistrement : Western Electric et Wide Range
- Producteur : Alfred Greven
- Production : Continental Films
- Distribution : les films sonores Tobis
- Pays :  France
- Format : Son mono - Noir et blanc - 35 mm  - 1,37:1
- Genre : Comédie
- Durée : 85 minutes
- Visa de censure N°716 (tous publics)
- Tournage : du 22 septembre à octobre 1941 a Cannes et aux Studios de Billancourt
- Date de sortie : 
  - France : 16 mars 1942

## Distribution
- Louise Carletti : Annette Barnavon
- Henri Garat : Maurice Ousart, l'avocat
- Mona Goya : Myriam Morrison, l'Américaine
- Georges Chamarat : Irénée Barnavon
- Raymonde La Fontan : Marie-Louise, amie d'Annette
- Pierre Palau : le photographe
- Georges Rollin : Bernard Bauchain, le jeune homme
- Rosine Luguet : Gigi, amie d'Annette
- Paul Faivre : le maire
- Simone Valère : Lucette, amie d'Annette
- Marcelle Rexiane : Agathe Barnavon
- Georges Cahuzac : le commissaire
- Eugène Yvernès : l'agent du commissariat
- Henri Darbrey : le juge d'instruction
- Albert Malbert : le gardien de prison
- Albert Broquin : le clochard
- Henry Gerrar : le concierge de l'hôtel Trianon
- Robert Rollis : le groom (non crédité)
- Eugène Frouhins : le garde chez le juge d'instruction
- Charles Vissières : le shérif
- Luce Fabiole : la femme du contrôleur des contributions
- Roger Vincent : un passant devant l'hôtel
- Georges Gosset
- Robert Ralphy

## Sorties vidéo
Le film est sorti chez Canal+ Vidéo en 1993, dans la collection « Simenon au cinéma ».